# 3303 Мерта
3303 Мерта (3303 Merta) — астероїд головного поясу, відкритий 30 жовтня 1967 року чехословацьким астрономом Любошем Когоутеком. Названий на честь вчителя і журналіста Франтішека Мерти (František Merta), діда Любоша Когоутека.
Тіссеранів параметр щодо Юпітера — 3,281.